# Odznaka honorowa „Za Zasługi w Rozwoju Województwa Poznańskiego”
Odznaka honorowa „Za Zasługi w Rozwoju Województwa Poznańskiego” – polskie odznaczenie samorządowe władz województwa poznańskiego ustanowione 1 grudnia 1960 w formie jednostopniowej odznaki.